# 2-碘丙烷
2-碘丙烷是一种有机碘化合物，化学式为(CH3)2CHI。它是无色透明的液体，易燃。它对光敏感，在光照下储存液体颜色变黄。

## 制备
2-碘丙烷可由异丙醇和碘化氢反应得到，或由甘油、碘和磷的反应来制备。碘化钠的丙酮溶液和2-溴丙烷的反应也能制得2-碘丙烷。
(CH3)2CHBr  +  NaI   →   (CH3)2CHI  +  NaBr